# À Boca da Canada (Belém)
À Boca da Canada é uma localidade da freguesia da Terra Chã, local denominado Canada de Belém, Concelho de Angra do Heroísmo, ilha Terceira, arquipélago dos Açores.
Este local habitando desde quase o inicio do povoamento da localidade, faz extremos com a local denominado Canada de Belém, igualmente localizado na área da freguesia da Terra Chã.